# 페드로 치리베야
페드로 치리베야 부르고스(스페인어: Pedro Chirivella Burgos, 1997년 5월 23일 ~ )는 스페인의 축구 선수로, 현재 파나티나이코스에서 수비형 미드필더으로 뛰고 있다.